# Dănilă Vincaș
Dănilă Vincaș (n. 1860, Husăsău, comitatul Bihor, Regatul Ungariei – d. secolul al XX-lea) a fost un deputat în Marea Adunare Națională de la Alba Iulia, organismul legislativ reprezentativ al „tuturor românilor din Transilvania, Banat și Țara Ungurească”, cel care a adoptat hotărârea privind Unirea Transilvaniei cu România, la 1 decembrie 1918.

## Biografie
Dănilă Vincaș s-a născut în 1860 în comuna Husăsău. A avut șapte clase primare, a fost membru al gărzii comunale. După 1918 a devenit primar al comunei.

## Activitate politică
A luat parte la Marea Adunare Națională de la Alba Iulia din 18 noiembrie/ 1 decembrie 1918, unde a votat Marea Unire ca delegat al cercului electoral Tinca, Bihor.